# Дик Дърбин
Ричард „Дик“ Джоузеф Дърбин (на английски: Richard Joseph „Dick“ Durbin) е американски адвокат и политик, сенатор от щата Илинойс в Сената на САЩ, място, в което за пръв път е избран през 1996 г.
Дърбин е роден в Ийст Сейнт Луис, Илинойс. Завършва училище в Джорджтаун за международни отношения и право в Юридическия център в Джорджтаун. Работейки като държавен юрисконсулт през 70-те години на миналия век, той неуспешно се кандидатира за губернатор на Илинойс през 1978 г. Избран е в Камарата на представителите на Съединените щати през 1982 г. През 1996 г. печели избори за Сената. Представител е на 20-и конгресен окръг на Илинойс, а от 1997 г. е Сенатор от Илинойс.
Женен е и има три деца. Най-голямото от тях умира през 2008 г. Той е католик.